# Rezsőháza
Rezsőháza (szerbül Книћанин / Knićanin, németül Rudolfsgnad) falu Szerbiában, a Vajdaságban, a Közép-bánsági körzetben, Nagybecskerek községben.

## Fekvése
A Tisza és a Béga összefolyása alatt, Perlasztól délnyugatra fekvő település.

## Története

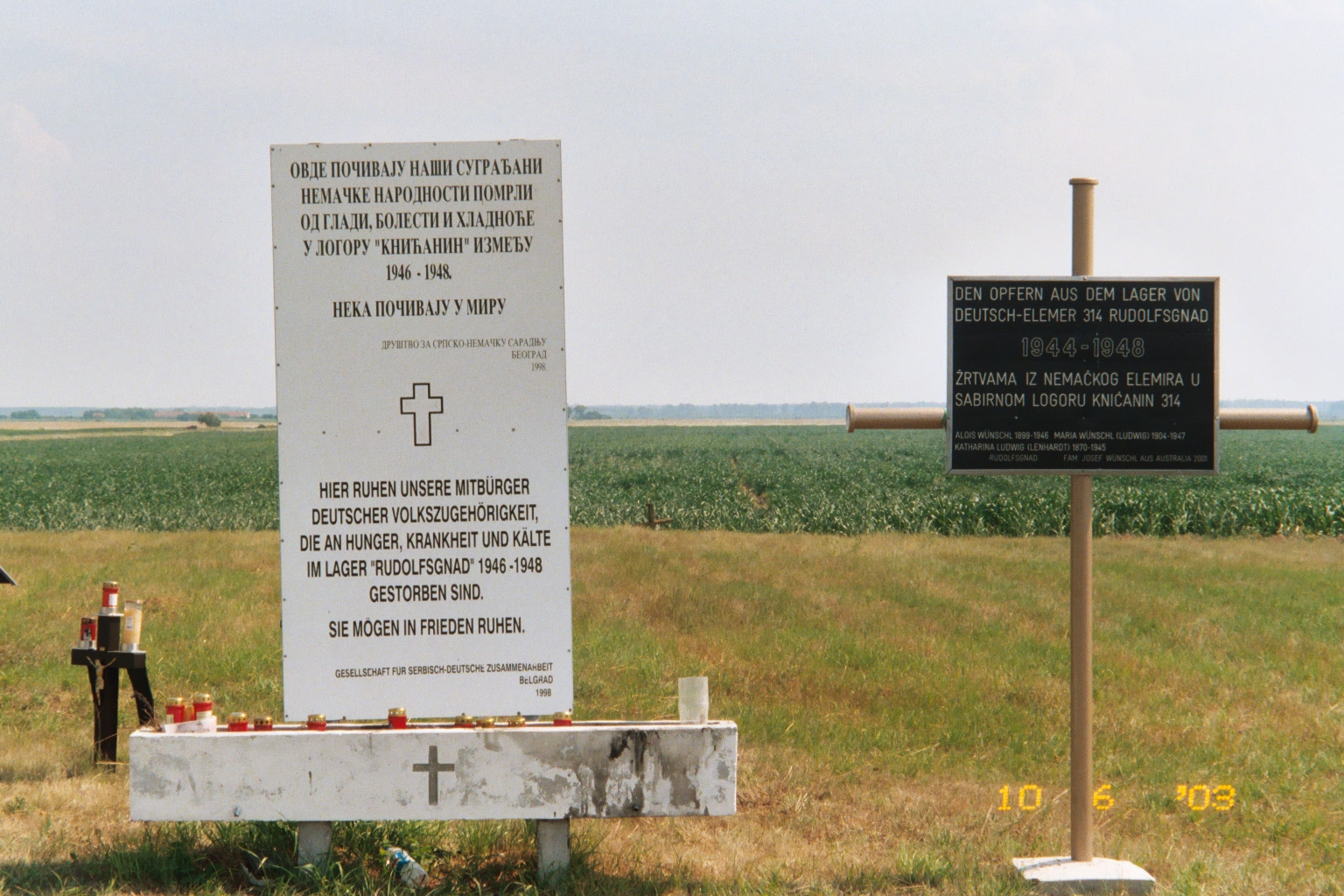
A koncentrációs táborban elhunytaknak állított emléktáblák a temetőnél

Rezsőházát az Écskáról és Zsigmondházáról idetelepedett svábok alapították, akiknek 1865-ben a katonai Határőrvidék területéhez tartozó perlaszi rétekből hasítottak ki 7010 holdat, a házhelyeket 1866. március 13-án sorsolták ki a telepesek között. Az új helységet 1866. április hó 2-án, húsvét hétfőjén ünnepélyesen avatták fel, és még az év őszén hozzáfogtak a tiszai védgátak elkészítéséhez; április 29-én az árvíz mégis elöntötte. Az árvíz elvonulása után, hozzáfogtak az új védgátak emeléséhez, melyek az 1868-as árvíznek már sikerrel ellenálltak. 1876-ban azonban a falut ismét árvíz pusztította el, ekkor lakossága Perlaszra és Titelre menekült, csak néhány magasabb helyen épült ház menekült meg.
1882. decemberében az árvízveszélyt Tallián Béla alispán vezetésével, az egész lakosság munkájával készített védgátak hárították el, majd az 1888-as árvíz ellen ismét sikerrel védekezett a község.
1895-ben és 1907-ben ismét árvíz borította el a község határát.
1873-ban, a német-bánáti Határőrvidék feloszlatása után, a községet Torontál vármegyéhez csatolták. Ekkor a perlaszi járáshoz tartozott, majd ennek megszüntetése után 1878-ban az antalfalvi, majd 1885-től a nagybecskereki járáshoz csatolták.
A trianoni békeszerződés előtt Torontál vármegye Nagybecskereki járásához tartozott.
Rezsőháza ma szerbek lakta település. A második világháború után ismertségét mint az ország legnagyobb kommunista koncentrációs tábora szerezte meg, mintegy 11 000, főleg német nemzetiségű vesztette itt életét. Német katolikus templomát 1948-ban rombolták le az üres faluba betelepülő szerbek.

## Népesség
1910-ben 3186 lakosából 139 magyar, 3011 német volt. Ebből 3118 volt római katolikus.

### Demográfiai változások
| 1948 | 1953 | 1961 | 1971 | 1981 | 1991 | 2002 | 2011 |
| ---- | ---- | ---- | ---- | ---- | ---- | ---- | ---- |
| 5977 | 1802 | 2169 | 2251 | 2226 | 2227 | 2034 | 1753 |

### Etnikai összetétel
A 2002-es adatok alapján.

## Nevezetességek
- Római katolikus temploma 1877-ben épült.